# Epitaph (album de Necrophagist)
Pour les articles homonymes, voir Epitaph.
Albums de Necrophagist
Onset of Putrefaction Onset of Putrefaction (réédition)
Epitaph est le deuxième album studio du groupe de brutal death metal allemand Necrophagist. 

## Production
Sorti en 2003, il est enregistré avec d'autres musiciens, contrairement au précédent sur lequel ne jouait que Muhammed Suiçmez seul avec une boîte à rythme. C'est ce deuxième disque qui a permis au groupe de s'imposer et d'impressionner le monde par sa technique et son sens de la mélodie et de la brutalité en même temps.

## Liste des titres
Tous les titres sont composés par Muhammed Suiçmez sauf indication.
| 1.    | Stabwound                              | 2:48 |
| 2.    | The Stillborn One                      | 4:24 |
| 3.    | Ignominious & Pale                     | 4:01 |
| 4.    | Diminished To B                        | 4:59 |
| 5.    | Epitaph                                | 4:15 |
| 6.    | Only Ash Remains                       | 4:11 |
| 7.    | Seven                                  | 3:44 |
| 8.    | Symbiotic In Theory (Münzner, Suiçmez) | 4:35 |
| 32:56 |                                        |      |

Le morceau The Stillborn One contient une citation des premières notes de la bagatelle La Lettre à Élise de Ludwig van Beethoven. La fin du morceau Only Ash Remains est une reprise du thème principal de la Danse des chevaliers de Sergueï Prokofiev.

## Crédits
- Muhammed Suiçmez : chant, guitare
- Christian Münzner : guitare
- Stefan Fimmers : basse
- Hannes Grossmann : batterie